# John Rhys-Davies
John Rhys-Davies (* 5. května 1944, Salisbury, Spojené království) je britský herec a pedagog velšského původu. Mezi jeho nejznámější role patří postava Sallaha ve filmech o Indiana Jonesovi nebo hlavní role v hudebním snímku Viktor, Viktorie z roku 1982 případně hlavní role ve snímku Doly krále Šalamouna z roku 1985. Velmi známým se také stalo jeho ztvárnění trpaslíka Gimliho ve filmové trilogii Pán prstenů, kde navíc ztvárnil i trpaslíka Glóina a enta Stromovouse.
Pochází z rodiny zdravotní sestry a britského strojního inženýra a koloniálního úředníka, část svého dětství strávil v Africe. Od mládí má rád literaturu, která jej nakonec přivedla k divadlu a k herectví. Vystudoval Východoanglickou univerzitu (University of East Anglia), kde spoluzakládal místní Dramatickou společnost. Po studiích vyučoval na střední škole, nakonec se stal učitelem na Královské akademii dramatických umění.
V britské televizi vystupuje pravidelně od počátku 70. let 20. století, první větší úspěch mu přinesla role Naevia Sutoria Macra v britském televizním seriálu Já, Claudius.
Kromě klasického činoherního, televizního a filmového herectví se věnuje také namlouvání videoher a animovaných filmů, svůj hluboký hlas propůjčil mnoha animovaným i počítačovým postavám. Velmi často účinkuje v různých filmech z žánru sci-fi či fantasy. Kromě Pána prstenů si zahrál například i v seriálu Star Trek: Vesmírná loď Voyager holografickou projekci Leonarda da Vinci.

## Filmografie

### Film
| Rok  | Název                                                     | Role                        | Poznámky |
| ---- | --------------------------------------------------------- | --------------------------- | --- |
| 1973 | Penny Gold                                                | hráč rugby                  | |
| 1974 | Okamžik vyzrazení                                         | falešný policista           | nekreditovaná role |
| 1979 | A Nightingale Sang in Berkeley Square                     | svůdník                     | |
| 1981 | Sfinga                                                    | Stephanos Markoulis         | |
| 1981 | Dobyvatelé ztracené archy                                 | Sallah                      | |
| 1982 | Best Revenge                                              | Mustapha                    | |
| 1982 | Viktor, Viktorie                                          | Andre Cassell               | |
| 1982 | The Island of Adventure                                   | Smith                       | |
| 1983 | Sahara                                                    | Rasoul                      | |
| 1984 | Meč statečných: Legenda o Siru Gawainovi a Zeleném rytíři | Baron Fortinbras            | |
| 1985 | Doly krále Šalamouna                                      | Dogati                      | |
| 1986 | Firewalker                                                | Corky Taylor                | |
| 1986 | Ve stínu Kilimandžára                                     | Chris Tucker                | |
| 1987 | Dech života                                               | generál Leonid Pushkin      | |
| 1987 | Grizzly II: The Predator                                  | Bouchard                    | |
| 1988 | Voskové muzeum                                            | vlkodlak                    | |
| 1988 | Mladý Toscanini                                           | Rossi                       | |
| 1989 | Indiana Jones a poslední křížová výprava                  | Sallah                      | |
| 1990 | Bouře                                                     | Donwaldo                    | |
| 1990 | Tusks                                                     | Roger Singh                 | |
| 1991 | Šogun Mayeda                                              | El Zaidan                   | |
| 1992 | The Double 0 Kid                                          | Rudi Von Keseenbaum         | |
| 1992 | Návrat nepojmenovatelného                                 | profesor Warren             | |
| 1992 | Loupež na zakázku                                         | Nick                        | |
| 1992 | Ztracený svět                                             | Challenger                  | |
| 1992 | Návrat do ztraceného světa                                | Challenger                  | |
| 1993 | Sunset Grill                                              | Stockton                    | |
| 1993 | Cyborg Cop                                                | Kessel                      | |
| 1993 | Zlatý poklad Herodese Velikého                            | kapitán Galil               | |
| 1994 | Vesmírní křižáci                                          | Bruder Parvus               | |
| 1994 | Bez slitování                                             | Shmuda                      | |
| 1994 | Robot in the Family                                       | Eli Taki / Rashmud / Sashri | |
| 1995 | Indiana Jones and the Temple of the Forbidden Eye         | Sallah                      | nekreditovaná role, krátkometrážní film |
| 1995 | Glory Daze                                                | Luther                      | |
| 1996 | Velký švindl                                              | Johnny Windsor              | |
| 1996 | Aladin a král zlodějů                                     | Cassim (hlas)               | |
| 1996 | Krvavý sport 3                                            | Jacques Duvalier            | |
| 1996 | Echo of Blue                                              |                             | |
| 1996 | Marquis de Sade                                           | inspektor Marais            | |
| 1997 | Kočky netančí                                             | Woolie, mamut (hlas)        | |
| 1997 | Protektor                                                 | Rasheed                     | |
| 1999 | Tajemství And                                             | otec Claver                 | |
| 1999 | Delta Force One: Ztracená hlídka                          | Ivan                        | |
| 2000 | Sinbad: Beyond the Veil of Mists                          | král Akron / Baraka (hlas)  | |
| 2000 | The Gold Cross                                            | Rodrigues                   | krátkometrážní film |
| 2001 | Pán prstenů: Společenstvo Prstenu                         | Gimli Glóin                 | - Phoenix Film Critics Society Award for Best Cast - Nominated—Screen Actors Guild Award for Outstanding Performance by a Cast in a Motion Picture |
| 2002 | Ohrožené druhy                                            | poručík Wyznowski           | |
| 2002 | Žhář                                                      | Dr. Matthew Sallin          | |
| 2002 | Pán prstenů: Dvě věže                                     | Gimli Stromovous (hlas)     | - Phoenix Film Critics Society Award for Best Cast - Nominated—Screen Actors Guild Award for Outstanding Performance by a Cast in a Motion Picture |
| 2003 | Pán prstenů: Návrat krále                                 | Gimli Stromovous (hlas)     | - Broadcast Film Critics Association Award for Best Cast - National Board of Review Award for Best CastOnline Film Critics Society Award for Best Cast - Screen Actors Guild Award for Outstanding Performance by a Cast in a Motion Picture - Nominated—Phoenix Film Critics Society Award for Best Cast |
| 2003 | Coronado                                                  | prezident Hugo Luis Ramos   | |
| 2003 | Vlad narážeč                                              | Vypravěč (hlas)             | |
| 2003 | Kniha džunglí 2                                           | Ranjanův otec (hlas)        | |
| 2003 | Never Say Never Mind: The Swedish Bikini Team             | Hakim                       | |
| 2003 | Medailon                                                  | velitel Hammerstock-Smythe  | |
| 2004 | Deník princezny 2: Královské povinnosti                   | Viscount Mabrey             | |
| 2004 | Catching Kringle                                          | Santa (hlas)                | |
| 2004 | Jedinečná planeta                                         | Vypravěč (hlas)             | |
| 2005 | Životní zápas                                             | Bill Jeffrey                | |
| 2005 | Ve stínu slunce                                           | Andrew Benton               | |
| 2005 | Anděl smrti                                               | otec Kevin                  | |
| 2005 | Chupacabra Terror                                         | kapitán Randolph            | |
| 2005 | Král dobyvatel                                            | Phillippe                   | |
| 2006 | Past na žraloka                                           | Thorton (hlas)              | anglický dabing |
| 2006 | Noc s králem                                              | Mordecai                    | |
| 2006 | The Legend of Sasquatch                                   | Ranger Steve (hlas)         | |
| 2007 | Ve jménu krále                                            | Merick                      | |
| 2007 | The Ferryman                                              | Řek                         | |
| 2009 | Kouzlo meče                                               | Vypravěč (hlas)             | |
| 2009 | 31 North 62 East                                          | John Hammond                | |
| 2010 | Sophie                                                    | Allistair Winston           | |
| 2010 | Tom a Jerry: Sherlock Holmes                              | Dr. Watson (hlas)           | |
| 2011 | La Leyenda del Tesoro                                     | Nathan                      | |
| 2012 | Escape                                                    | Malcolm Andrews             | |
| 2013 | Nová doba ledová                                          | Ralph Dillard               | |
| 2013 | Concrete Blondes                                          | Kostas Jakobatos            | |
| 2013 | Scoobyho dobrodružství – Tajemná mapa                     | Gnarlybeard (hlas)          | |
| 2013 | Vězni slunce                                              | profesor Hayden Masterton   | |
| 2014 | Zkáza Pompejí                                             | poručík Dillard             | |
| 2014 | Saul: The Journey to Damascus                             | Caiphas                     | |
| 2014 | Golden Shoes                                              | Burt                        | |
| 2014 | Fotky zítřka                                              | Pan Bezzerides              | scény vymazány |
| 2014 | The Prophet                                               | Yousef (hlas)               | |
| 2015 | Beyond the Mask                                           | Charles Kemp                | |
| 2016 | Apoštol Petr                                              | Sv. Peter                   | |
| 2016 | Winter Thaw                                               | Martin Avdeitch             | |
| 2016 | Camera Store                                              | Pinky Steuben               | |
| 2017 | Shemira                                                   | Myer                        | krátkometrážní film |
| 2017 | Firebird                                                  |                             | |
| 2017 | Aux                                                       | Jack                        | |
| 2018 | Aquaman                                                   | Brine King (hlas)           | |
| 2018 | Ellston Bay                                               | otec                        | krátkometrážní film |
| 2019 | The Pilgrim's Progress                                    | Evangelist (hlas)           | |
| 2019 | Santa Fake                                                | Joe O'Brian                 | |
| 2019 | The Invader's Song                                        | otec                        | krátkometrážní film |
| 2019 | Valley of the Gods                                        | Dr. Hermann                 | |
| 2019 | Mosley                                                    | Warnie (hlas)               | |
| 2020 | The Half Dead                                             |                             | |
| 2020 | The Blue Mauritius                                        |                             | |
| 2020 | Starbright                                                | Raphael                     | |
| 2020 | Tainted                                                   | Vladimir                    | |
| 2020 | Moments in Spacetime                                      | Mason                       | |
| 2020 | I Am Patrick: The Patron Saint of Ireland                 | Starý Patrick               | dokument |
| 2020 | Shadowtown                                                | Einar                       | |
| 2023 | Indiana Jones a disk osudu                                | Sallah                      | |
|      | To Have and to Hold                                       | Governor Yeardly            | |

### Televize
| Rok       | Název                                         | Role                                       | Poznámky                                                                   |
| --------- | --------------------------------------------- | ------------------------------------------ | -------------------------------------------------------------------------- |
| 1974      | Fall of Eagles                                | Zinoviev                                   |                                                                            |
| 1975      | Inspektor Regan                               | Ron Brett                                  | díl: „Poppy“                                                               |
| 1975      | Obnažený státní úředník                       | Barndoor                                   | TV film                                                                    |
| 1976      | Já, Claudius                                  | Macro                                      | 2 díly                                                                     |
| 1977      | 1990                                          | Ivor Griffith                              | díl: „William and the Wonderful Present“                                   |
| 1978      | Narození páně                                 | Nestor                                     | TV film                                                                    |
| 1980      | Kupec benátský                                | Salerio                                    | TV film                                                                    |
| 1981      | Zajatec japonských ostrovů                    | Vasco Rodrigues                            | TV film                                                                    |
| 1981      | Peter and Paul                                | Silas                                      | TV film                                                                    |
| 1980      | Šogun                                         | Vasco Rodrigues                            | mini-série                                                                 |
| 1982      | CHiPs                                         | Nakura                                     | díl 5.27                                                                   |
| 1982      | Ivanhoe                                       | Front-de-Boeuf                             | TV film                                                                    |
| 1983      | Reilly, Ace of Spies                          | Tanyatos                                   |                                                                            |
| 1983      | Sadat                                         | Gamal Abdel Nasser                         | TV film                                                                    |
| 1984      | Robin Hood                                    | Král Richard                               | díl: „Králův šašek“                                                        |
| 1984      | No Man's Land                                 | Grimshaw                                   | TV film                                                                    |
| 1984      | Kim                                           | Babu                                       | TV film                                                                    |
| 1984      | Nimrod východní Afriky                        | Simon                                      | TV film                                                                    |
| 1984      | Scarecrow and Mrs. King                       | Lord Bromfield                             | díl: „Affair at Bromfield Hall“                                            |
| 1987      | Perry Mason: Případ zavražděné madam          | Seymour                                    | TV film                                                                    |
| 1987      | Děvčátko se zápalkami                         | policista Murphy                           | TV film                                                                    |
| 1988–1994 | To je vražda, napsala                         | Harry Mordecai / Harry Waverly / Lancaster | 3 díly                                                                     |
| 1988      | Noble House                                   | Quillan Gornt                              | mini-série                                                                 |
| 1988      | Vražda na Aljašce                             | poručík Smith                              | TV film                                                                    |
| 1988      | Bohyně lásky                                  | Zeus                                       | TV film                                                                    |
| 1988      | War and Remembrance                           | Sammy Mutterperl                           | mini-série                                                                 |
| 1989      | Proces s neuvěřitelným Hulkem                 | Wilson Fisk                                | TV film                                                                    |
| 1989      | The Gifted One                                | Carl Boardman                              | TV film                                                                    |
| 1989      | Desperado: Badlands Justice                   | Richard Marriott                           | TV film                                                                    |
| 1990      | Tajná zbraň                                   | Mossad Chief                               | TV film                                                                    |
| 1991      | Great Expectations                            | Joe Gargery                                | mini-série                                                                 |
| 1991      | Before the Storm                              | Flynn                                      | TV film                                                                    |
| 1991      | Záhady temné džungle                          | O'Connor                                   | mini-série                                                                 |
| 1991      | Příběhy ze záhrobí                            | Duval                                      | díl: „Dead Wait“                                                           |
| 1992      | Batman                                        | 'Baron' Waclaw Jozek (hlas)                | díl: „The Cape and Cowl Conspiracy“                                        |
| 1992      | Perry Mason: Případ osudných obrazů           | Phillip Graff                              | díl: „The Case of the Fatal Framing“                                       |
| 1992      | Archaeology                                   | Sám sebe                                   | díl: „Voyages of the Vikings“                                              |
| 1992      | Mušketýři na Harleyích                        | Maurice Treville                           | TV film                                                                    |
| 1992–1993 | The Legend of Prince Valiant                  | král Hugo / král Donovan (hlas)            | 8 dílů                                                                     |
| 1993      | The Magic Paintbrush                          | Zagal (hlas)                               | TV film                                                                    |
| 1993–1994 | Nedoktnutelní                                 | agent Michael Malone                       | 15 dílů                                                                    |
| 1994      | Flintstoneovi: Vánoční koleda                 | Charles Brickens (hlas)                    | TV speciál                                                                 |
| 1995–1997 | Cesta do neznáma                              | Prof. Maximillian Arturo                   | 40 dílů                                                                    |
| 1995      | Fantastic Four                                | Thor (hlas)                                | 2 díly                                                                     |
| 1995–1996 | Gargoyles                                     | Macbeth (hlas)                             | 13 dílů                                                                    |
| 1996      | The Incredible Hulk                           | Thor (hlas)                                | díl: „Mortal Bounds“                                                       |
| 1996      | Boo to You Too! Winnie the Pooh               | Vypravěč                                   | TV speciál                                                                 |
| 1996      | Mortal Kombat: Defenders of the Realm         | Asgarth (hlas)                             | díl: „Overthrown“                                                          |
| 1997      | You Wish                                      | Madman Mustapha                            | 3 díly                                                                     |
| 1997      | Star Trek: Voyager                            | Leonardo da Vinci                          | 2 díly                                                                     |
| 1999      | Au Pair aneb Slečna na hlídání                | Nigel Kent                                 | TV film                                                                    |
| 2000      | Britannic                                     | kapitán Bartlett                           | TV film                                                                    |
| 2002      | Justice League                                | Hades (hlas)                               | díl: „Paradise Lost" Parts 1 & 2“                                          |
| 2002      | Mutant                                        | Anthony Bricklin                           | TV film                                                                    |
| 2002      | The Zeta Project                              | Edgar Mandragora (hlas)                    | díl: „Ro's Gift“                                                           |
| 2000–2002 | SpongeBob v kalhotách                         | Paprskoun (hlas)                           | 2 díly                                                                     |
| 2002      | Fillmore!                                     | Lenny (hlas)                               | díl: „Ingrid Third, Public Enemy #1“                                       |
| 2003      | Helena Trojská                                | Král Priam                                 | mini-série                                                                 |
| 2004      | Dračí bouře                                   | Král Fastrad                               | TV film                                                                    |
| 2004      | 12 dní hrůzy                                  | kapitán                                    | TV film                                                                    |
| 2004      | D'Artagnanova dcera                           | Porthos                                    | TV film                                                                    |
| 2005      | Zjevení                                       | profesor Jonah Lampley                     | mini-série                                                                 |
| 2006      | Super Robot Monkey Team Hyperforce Go!        | kapitán Proteus (hlas)                     | díl: „Demon of the Deep“                                                   |
| 2008      | Sérum pravdy                                  | Yale Ericson                               | TV film                                                                    |
| 2008      | Dračí příběh                                  | Sangimel                                   | Television film                                                            |
| 2009      | Dark Days in Monkey City                      | Vypravěč                                   | 3 díly                                                                     |
| 2009      | Děti Anakondy                                 | J.D. Murdoch                               | TV film                                                                    |
| 2009      | Anakonda 4: Cesta krve                        | J.D. Murdoch                               | TV film                                                                    |
| 2009      | Kröd Mändoon and the Flaming Sword of Fire    | Grimshank                                  | 3 díly                                                                     |
| 2010      | Tajemství Pravdy                              | Horace                                     | díl: „Vengeance“                                                           |
| 2010      | Three Wise Women                              | Archanděl Green                            | TV film                                                                    |
| 2010      | Medium Raw: Night of the Wolf                 | Elliot Carbon                              | TV film                                                                    |
| 2011      | Druhá strana                                  | senátor Jackson Crenshaw                   | TV film                                                                    |
| 2012      | Agentura Jasno                                | Kurátor muzea                              | díl: „Indiana Shawn and the Temple of the Kinda Crappy, Rusty Old Dagger “ |
| 2012      | Missing Christmas                             | Vypravěč / Santa Claus (hlas)              | TV speciál                                                                 |
| 2014      | Let The Season In                             | Vypravěč                                   | Vánoční koncertní speciál                                                  |
| 2014      | Under Milk Wood                               | Hlas (hlas)                                | TV film                                                                    |
| 2014      | Hieroglyph                                    | Vocifer                                    | TV film                                                                    |
| 2014      | Bylo, nebylo                                  | Grand Pabbie (hlas)                        | 3 díly                                                                     |
| 2015      | Proč zabili Ježíše                            | Annas                                      | TV film                                                                    |
| 2015      | The Adventures of Puss in Boots               | Goodsword (hlas)                           | díl: „Sword“                                                               |
| 2016      | Letopisy rodu Shannara                        | Eventine Elessedil                         | hlavní role, 10 dílů                                                       |
| 2016      | Winter Thaw                                   | Martin Avdeitch                            | TV film                                                                    |
| 2016      | The Red Dress                                 | Angelo                                     | TV film                                                                    |
| 2016      | Lví hlídka                                    | Král Sokwe (hlas)                          | Season 1, episode 22 "The Lost Gorillas"                                   |
| 2018      | A Dickens Christmas (Mormon Tabernacle Choir) | Vypravěč                                   | Vánoční koncertní speciál                                                  |
| 2019      | Fresh Eggs                                    | Cutter Anderson                            |                                                                            |

### Videohry
| Rok  | Název                                   | Role                                                          | Poznámky |
| ---- | --------------------------------------- | ------------------------------------------------------------- | -------- |
| 1993 | Quest for Glory: Shadows of Darkness    | Vypravěč                                                      |          |
| 1994 | Wing Commander III: Heart of the Tiger  | generál James 'Paladin' Taggart / Princ Thrakhath nar Kiranka |          |
| 1996 | Wing Commander IV: The Price of Freedom | senátor James 'Paladin' Taggart                               |          |
| 1996 | Ripper                                  | Vigo Haman                                                    |          |
| 1998 | Dune 2000                               | Noree Moneo                                                   |          |
| 2002 | Pán prstenů: Dvě věže                   | Gimli                                                         |          |
| 2003 | Pán prstenů: Návrat krále               | Gimli                                                         |          |
| 2003 | Freelancer                              | Richard Winston Tobias                                        |          |
| 2015 | Lego Dimensions                         | Gimli                                                         |          |
| TBA  | Star Citizen                            | Graves                                                        |          |

### Audioknihy
- Rescued (2006)
- Sir Malcolm and the Missing Prince (2009)
- Affabel: Window of Eternity (2007 John Bevere, 2009 Bethany House)
- The Extraordinary Adventures of G. A. Henty: In the Reign of Terror (2016)
- The Trials of Saint Patrick (2017)